# Tailleur

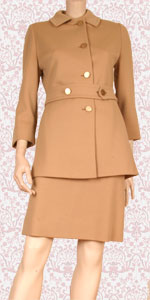
Un moderno tailleur

Il tailleur (pron. francese: [taˈjœːʁ]) è un indumento completo dell'abbigliamento femminile, composto da due pezzi. Quasi sempre di taglio elegante e confezionato con tessuti di buona qualità, può essere composto - in combinazione - da una giacca abbinata a una gonna (talvolta a tubino) oppure a dei pantaloni.
È il corrispettivo dell'abito completo da uomo e in lingua inglese viene chiamato lady's suit.
Per l'uso distintivo che se ne può fare, ha assunto con il tempo il valore di uno status symbol, quale capo di abbigliamento in grado di influenzare, se non condizionare, il costume.

## Caratteristiche
Il termine tailleur, di lingua francese, è omologo a quello che definisce l'artigiano sarto (in caso di maestri sarti si parla di maître-tailleur).
Il capo di vestiario - del quale è celebre il modello creato dalla stilista francese Coco Chanel - è confezionato solitamente utilizzando un medesimo tipo di stoffa per entrambi i pezzi di cui è composto.
La giacca, detta anche jaquette, è solitamente a manica lunga. Abitualmente, viene indossato con una camicetta (chemisier) o su una maglia a girocollo con scollatura di ampiezza variabile e in stoffa pregiata (comunemente chiamata top) e accompagnato da scarpine eleganti a tacco alto e a décolletée, completando talvolta la mise con un cappello.

## Storia

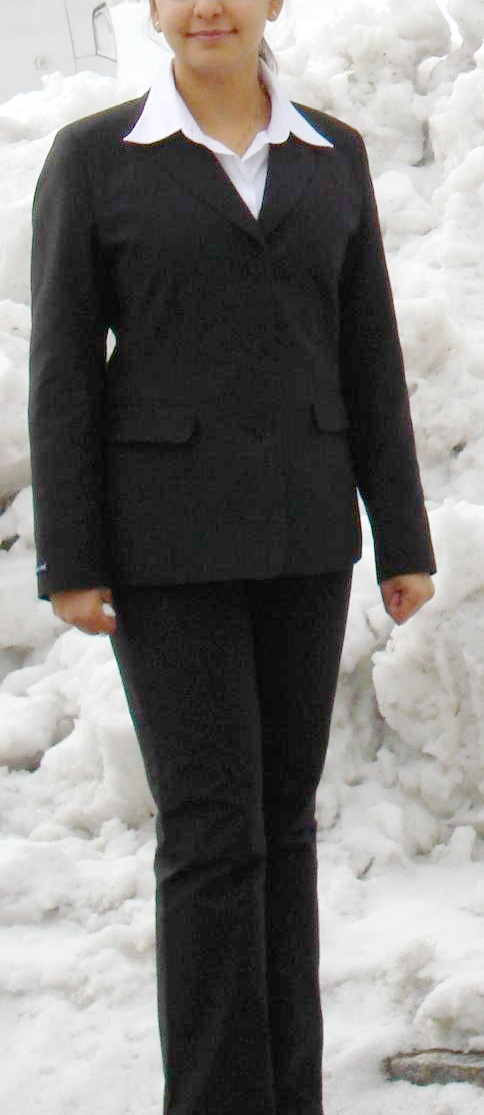
Un tailleur con pantaloni

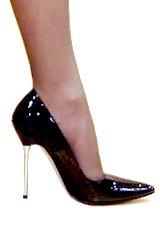
Scarpe a tacco alto a complemento di un elegante tailleur

Secondo il Dizionario della moda online, il primo tailleur fu confezionato nel 1885 dal sarto inglese John Redfern: committente era la principessa del Galles.
Solo dalla fine dell'XIX secolo il capo di vestiario passò da indumento riservato a occasioni informali (da indossare essenzialmente al mattino) a modello della vita attiva con una forte connotazione di libertà (anche nei movimenti), quasi a segnare - sorta di femminismo ante litteram - i progressi dell'emancipazione femminile.
Un antesignano del tailleur si trovava in uso già nel XVII secolo quando fra gli indumenti che le signore usavano indossare vi era la cosiddetta hongreline, una giacca appuntata sulla parte anteriore e chiusa da una cintura, indossata con una gonna della medesima stoffa. Nel secolo successivo, la giacca venne sostituita dal casaquin (leggera casacchina) o dal caraco.
La massiccia urbanizzazione e la pratica dello sport hanno poi contribuito a rendere maggiormente popolare il tailleur, valorizzato ulteriormente nel XX secolo dal talento creativo di stilisti come Chanel e Christian Dior.
Negli anni sessanta, un altro noto creatore di moda - Yves Saint-Laurent - ha lanciato il look androgino per le donne fornendole di uno smoking-pantaloni.
Dopo un calo di popolarità negli anni settanta, il tailleur è tornato in auge nei successivi anni ottanta cavalcando il rampantismo professionale delle donne in carriera. In particolare Giorgio Armani, nell'ambito del fenomeno del Made in Italy lanciò la giacca disossata per l'uomo e per la donna. Si trattava di un capo privo di imbottiture sulla schiena e sui fianchi, che cadeva mollemente sul corpo.

## In letteratura, al cinema e nella storia
Era di colore rosa il tailleur che Jacqueline Kennedy Onassis indossava nel novembre 1963, il giorno in cui fu ucciso il presidente John F. Kennedy.
In letteratura, il tailleur compare nel titolo - e nel testo - di un romanzo di Andrea Camilleri, Il tailleur grigio, Arnoldo Mondadori Editore 2008. Nella sua forma più castigata, ed in chiave fortemente simbolica, è indossato in una Palermo assolata dalla protagonista Adele, avvenente moglie di un funzionario di banca, la cui fedeltà coniugale viene messa in dubbio da una lettera anonima.

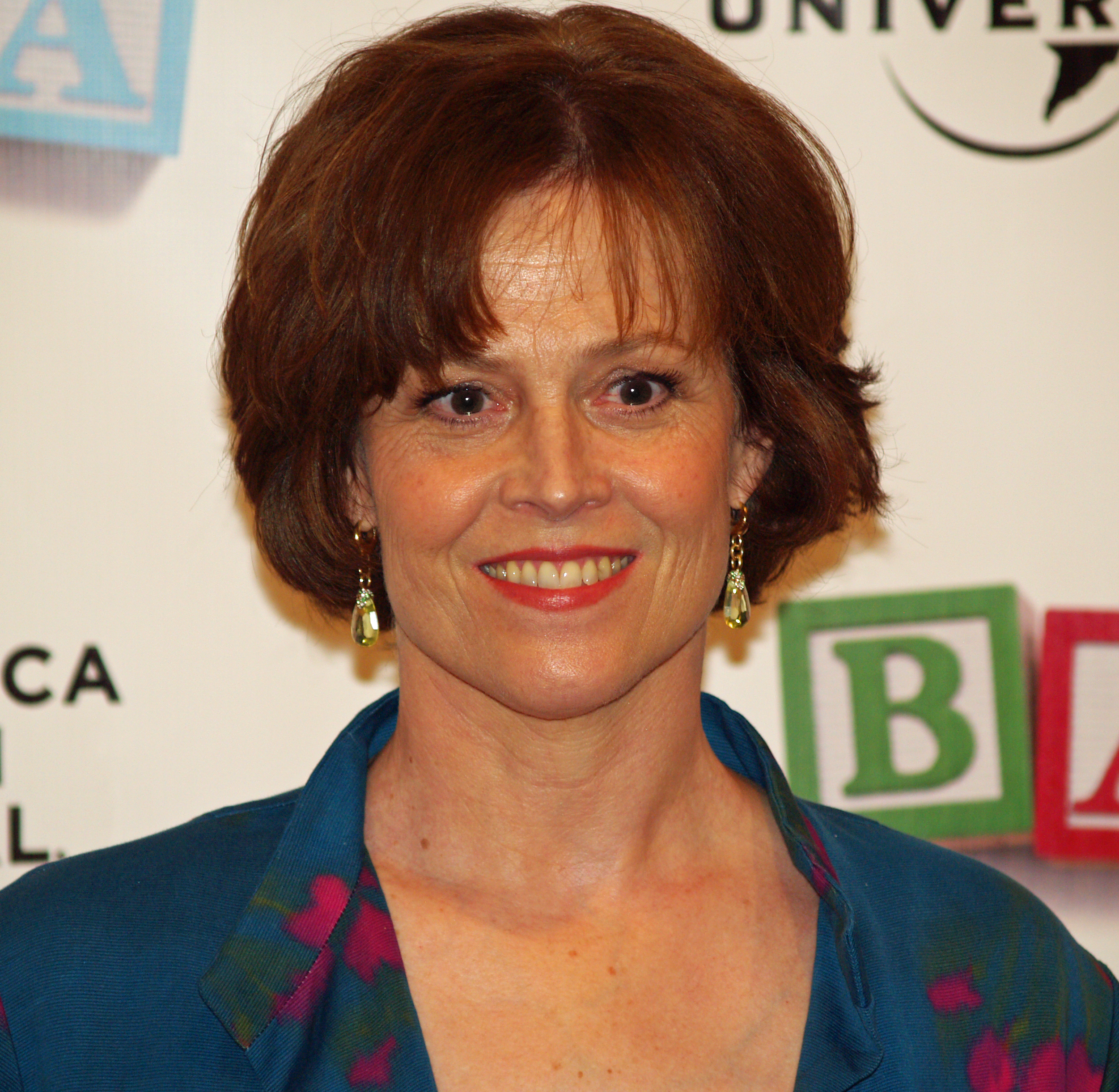
L'attrice Sigourney Weaver, che ha indossato un imprescindibile tailleur per impersonare Una donna in carriera

Per il cinema, il tailleur è stato indossato spesso da famose attrici impegnate in ruoli di donne fatali (come, ad esempio, Ingrid Bergman, in Casablanca), misteriose o pericolose (Scarlett Johansson nel noir Black Dahlia e Glenn Close in Attrazione fatale) o in carriera (Susan Sarandon, avvocato ne Il cliente, e Sigourney Weaver - sia pure con gamba ingessata e senza tacchi a spillo - in, appunto, Una donna in carriera).
Sul grande schermo - oltre alle classiche Greta Garbo e Marlene Dietrich - si sono mosse in eleganti tailleur, confezionati in puro tweed, anche due Miss entrate nell'immaginario collettivo: Miss Bonnie Parker (personaggio non di finzione ma realmente esistito), specializzata assieme a Clyde Barrow nel rapinare banche negli USA al tempo della Grande depressione (le cui gesta sono state documentate nella pellicola diretta nel 1967 da Arthur Penn, Gangster Story) e Miss Moneypenny, devota segretaria di James Bond, l'agente segreto con licenza di uccidere.
Infine, nel film Sex and the City una delle protagoniste (Carrie Bradshaw, interpretata dall'attrice Sarah Jessica Parker) indossa un tailleur di colore bianco e di stile vintage.